# Монтгомъришър
Монтго̀мъришър (на английски: Montgomeryshire; на уелски: Sir Drefaldwyn, Сир Древа̀лдуин) е историческо графство в Уелс, съществуващо в качеството на административно-териториална единица в състава на Англия в период от 1535 до 1888 г. Площта на графството е 2064 m2. Столицата е Монтгомъри.
Монтгомъришър е граничил с уелските графства Радноршър на юг, Керъдигиън на югозапад, Мерианътшър на северозапад и Денбишър на север, и с английското графство Шропшър на изток.
Графството е било създадено от Хенри VIII по време на административна реформа в Англия.
Със Закона за местното управление от 1888 г., графството е преобразувано в административно графство Монтгомъришър. След това териториалното деление на Уелс е изменено със Закона за местното управление от 1972 г. който създава административна система на две нива, според която земята на Монтгомъришър влиза в състава на графство Поуис, в качеството на териториална единица от второ ниво – район Монтгомъри.
От 1996 г. до днес територията на Монтгомъришър влиза в състава на административна област Поуис.
|  | Тази страница частично или изцяло представлява превод на страницата „Монтгомеришир“ в Уикипедия на руски. Оригиналният текст, както и този превод, са защитени от Лиценза „Криейтив Комънс – Признание – Споделяне на споделеното“, а за съдържание, създадено преди юни 2009 година – от Лиценза за свободна документация на ГНУ. Прегледайте историята на редакциите на оригиналната страница, както и на преводната страница, за да видите списъка на съавторите. ВАЖНО: Този шаблон се отнася единствено до авторските права върху съдържанието на статията. Добавянето му не отменя изискването да се посочват конкретни източници на твърденията, които да бъдат благонадеждни. |